# Panaxia insubrica
Panaxia insubrica är en fjärilsart som beskrevs av Wackerzapp. 1890. Panaxia insubrica ingår i släktet Panaxia och familjen björnspinnare. Inga underarter finns listade i Catalogue of Life.